# Wiktor Bednarczuk
Wiktor Bednarczuk (ur. 5 września 1949 w Chełmie) – polski artysta fotograf. Członek Związku Polskich Artystów Fotografików. Członek Jastrzębskiego Klubu Fotograficznego Niezależni. Twórca Galerii Sztuki Wzgardzonej i Zapomnianej.

## Życiorys
Wiktor Bednarczuk absolwent Wydziału Elektroniki Politechniki Warszawskiej, związany ze świętokrzyskim środowiskiem fotograficznym – od 2001 roku mieszka i tworzy w Świniarach Starych (powiat sandomierski). Fotografuje od początku lat 80. XX wieku – wówczas został członkiem Jastrzębskiego Klubu Fotograficznego Niezależni. Szczególne miejsce w jego twórczości zajmuje fotografia dokumentacyjna, fotografia publicystyczna, socjologiczna oraz fotografia kreacyjna. 
Wiktor Bednarczuk jest autorem i współautorem wielu wystaw fotograficznych; indywidualnych (m.in. w Jastrzębiu Zdroju, Jeleniej Górze, Karwinie (Czechy), Sandomierzu, Tarnobrzegu, Wodzisławiu Śląskim) i zbiorowych; krajowych i międzynarodowych (w Polsce i za granicą). Jego fotografie były prezentowane na wielu wystawach pokonkursowych, na których otrzymywały wiele akceptacji, medali, nagród, wyróżnień, dyplomów i listów gratulacyjnych. Jest członkiem Fotoklubu Galerii MCK w Ostrowcu Świętokrzyskim. W 2009 roku był pomysłodawcą, inicjatorem i założycielem Galerii Sztuki Wzgardzonej i Zapomnianej w Świniarach Starych. Jest autorem licznych prelekcji i spotkań nawiązujących do tematyki fotograficznej. 
W 2008 roku Wiktor Bednarczuk został przyjęty w poczet członków Okręgu Świętokrzyskiego Związku Polskich Artystów Fotografików (legitymacja nr 998).